# 영덕 (발해)
영덕(永德)은 발해 정왕의 연호이다. 810년에서 812년까지 사용되었다.

## 연대대조표
| 영덕                | 원년       | 2년        | 3년        |
| 서력                | 810년      | 811년      | 812년      |
| 육십간지 (六十干支) | 경인(庚寅) | 신묘(辛卯) | 임진(壬辰) |

## 같이 보기
- 한국의 연호

| 이전연호: | 다음연호: |
| --------- | --------- |
| 정력      | 주작      |